# موت خاطئ (اغنية)
«موت خاطئ» هي أغنية لـ بيغي سمولز مأخوذة من ألبومه الثالث ، بورن اغين . تتميز الأغنية بأغاني خلفية من دادّي وغناء الرابر إمينيم ، وتم إصدارها كأغنية فردية بعد وفاتها في عام 1999.